# Samira Musa

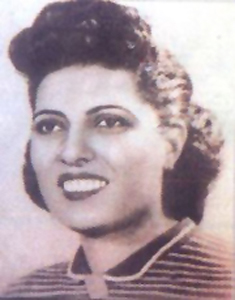
Samira Musa

Samira Musa (arabisch سميرة موسى, DMG Samīra Mūsā, englische Transkription Sameera Moussa; geboren 3. März 1917 im Gouvernement al-Gharbiyya, Ägypten; gestorben 5. August 1952 in Kalifornien) war eine ägyptische Kernphysikerin, die sich dafür engagierte, dass die medizinische Nutzung der Nukleartechnologie für alle zugänglich sein sollte.

## Leben
Alle Lebensbeschreibungen in westlichen Medien basieren auf einer Darstellung ihres Lebenslaufs auf der Homepage des ägyptischen State Information Service, die später überarbeitet und gekürzt wurde.
Danach war Musas Vater ein bekannter politischer Aktivist. Nach dem Krebstod der Mutter Samira Musas zog er mit seiner Tochter nach Kairo und investierte sein Geld in ein kleines Hotel. Nach der Grundschule besuchte Musa die Banat El-Ashraf-Schule, die von dem bekannten Aktivisten Nabawya Musa (nicht mit ihr verwandt) gebaut und geleitet wurde.
Aufgrund ihrer Schulnoten hätte Musa Ingenieurwissenschaften studieren können. Stattdessen entschied sie sich für ein Studium an der naturwissenschaftlichen Fakultät der Universität Kairo. 1939 machte sie ihren Abschluss (Bachelor of Science) mit Bestnoten in Radiologie, nachdem sie die Wirkung von Röntgenstrahlung auf verschiedene Materialien untersucht hatte. Im Anschluss wurde sie zunächst Hilfslehrkraft und aufgrund ihrer Fähigkeiten schließlich Assistant Professor an der gleichen Hochschule. Sie war die erste Frau, die eine derartige Position an einer ägyptischen Hochschule innehatte. Sie promovierte über Kernstrahlung und setzte ihre Forschungen in England fort.
Musa setzte sich für die medizinische Nutzung der Kernstrahlung ein. Ihr Ziel beschrieb sie mit den Worten „Mein Wunsch ist, die Strahlenbehandlung so verfügbar und billig zu machen wie Aspirin.“ Im Rahmen ihrer Forschungen entwickelte sie einen Ansatz, der es erlaubte, die Atome kostengünstiger Metalle wie Kupfer aufzubrechen. Sie engagierte sich auch als Freiwillige bei der Behandlung von Krebspatienten an verschiedenen Krankenhäusern, wozu sie durch den Krebstod ihrer Mutter besonders motiviert war.
Musa organisierte die Konferenz „Atomic Energy for Peace“ und unterstützte einen Aufruf für eine internationale Konferenz unter dem Motto „Atoms for Peace“, zu der zahlreiche prominente Wissenschaftler eingeladen wurden. Die Konferenz entwickelte eine Reihe von Empfehlungen, um ein Komitee zum Schutz gegen nukleare Gefahren aufzusetzen, für das sich Musa stark engagierte.
Ein Stipendium des US-amerikanischen Fulbright-Programms ermöglichte es Musa, an der California University zu forschen. Aufgrund ihrer Forschungsleistungen wurde ihr erlaubt, geheime Kernforschungseinrichtungen zu besuchen. Ihr Besuch löste eine vehemente Debatte in der amerikanischen Wissenschaftsgemeinde aus, da Musa die erste Ausländerin war, die diese Einrichtungen betreten konnte. Sie lehnte mehrere Stellenangebote ab, da sie dafür in den USA hätte bleiben müssen. Stattdessen wollte sie nach Ägypten zurückkehren.
Am Ende ihres US-Aufenthalts wurde sie zu einer Reise eingeladen, in deren Verlauf sie bei einem Autounfall tödlich verunglückte. Um diesen Unfall ranken sich Gerüchte. Es wird kolportiert, dass eine jüdisch-ägyptische Schauspielerin im Auftrag des israelischen Mossad hinter der Ermordung Musas steckte, was 2012 auch zu Verwerfungen im ägyptischen Präsidentschaftswahlkampf führte.

## Rezeption und Würdigungen
Nach ihrem Tod erfuhr Musa in Ägypten zahlreiche Ehrungen und Würdigungen:
- 1953 Auszeichnung durch die ägyptische Armee
- 1981 Verleihung des Order of Science and Arts, First Class, durch Präsident Anwar as-Sadat
- Das ägyptische Fernsehen strahlte eine Serie über ihr Leben aus.
- Am ägyptischen Frauentag 1998 wurde beschlossen, dass eine nach ihr benannte Kulturstätte an ihrem Geburtsort eingerichtet werden sollte.

In Folge der Veröffentlichung ihrer Biographie auf der Homepage des State Information Service wurde Musa auch in westlichen Ländern bekannt und sie trotz der mageren Quellenlage oft – von Ignite (A Global Fund for Women) bis Physics Today – als vorbildliche Wissenschaftlerin herausgestellt.